# Keibalivka, Pîreatîn
Keibalivka (în ucraineană Кейбалівка) este un sat în comuna Sasînivka din raionul Pîreatîn, regiunea Poltava, Ucraina.

## Demografie
Componența lingvistică a localității Keibalivka
     Ucraineană (96,1%)
     Rusă (3,06%)
     Alte limbi (0,84%)
Conform recensământului din 2001, majoritatea populației localității Keibalivka era vorbitoare de ucraineană (96,1%), existând în minoritate și vorbitori de rusă (3,06%).